# Tour de Drince
La tour de Drince est une tour d'observation à structure métallique, haute de 25 mètres, installée à 390 mètres d'altitude sur la côte éponyme de la commune française de Rombas (Moselle), en limite avec le ban communal de Pierrevillers.
Elle constitue une halte particulière sur le sentier de randonnée international GR5.

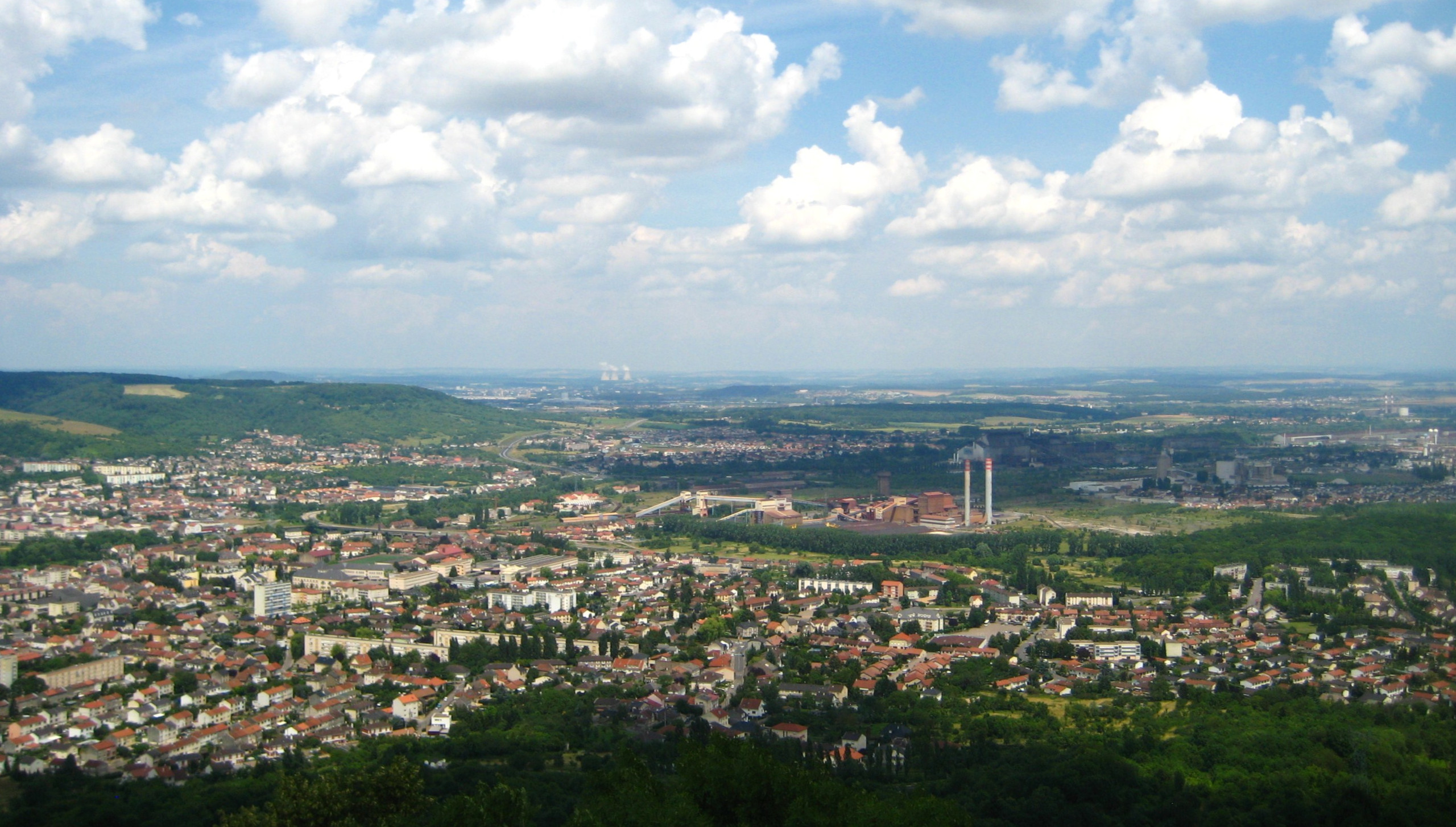
Vue panoramique depuis la Tour de Drince.

## Histoire

### La première tour en bois
Durant l'Annexion de l'Alsace-Moselle par l'Allemagne,  le Club vosgien est une organisation très active. La section rombasienne, par l'intermédiaire de son président M. Rust, imagine d'élever une tour d'observation à des fins touristiques dès 1900. À cet effet, en 1904 sont rachetés douze ares de terrain à un vigneron de Pierrevillers, qui sont rapidement défrichés, mais l'association ne parvient pas à rassembler une somme d'argent suffisante. Elle décide de se contenter provisoirement d'une tour en bois et haute de vingt-cinq mètres, construite sur les plans de M. Schneider, ingénieur. 
Depuis le sommet de la tour, apparaissent les frontières du Luxembourg, de la Belgique et de la France toute proche.
Dès le début de la  Guerre de 1914–1918, l'administration militaire, voulant éviter son utilisation stratégique à ses dépens dans une région de l'Empire où l'Allemagne était impopulaire, décide de la détruire en l'incendiant, non sans promettre une indemnité à son propriétaire, le Club vosgien.
Mais celui-ci est dissous à la Libération.

### La tour d'acier

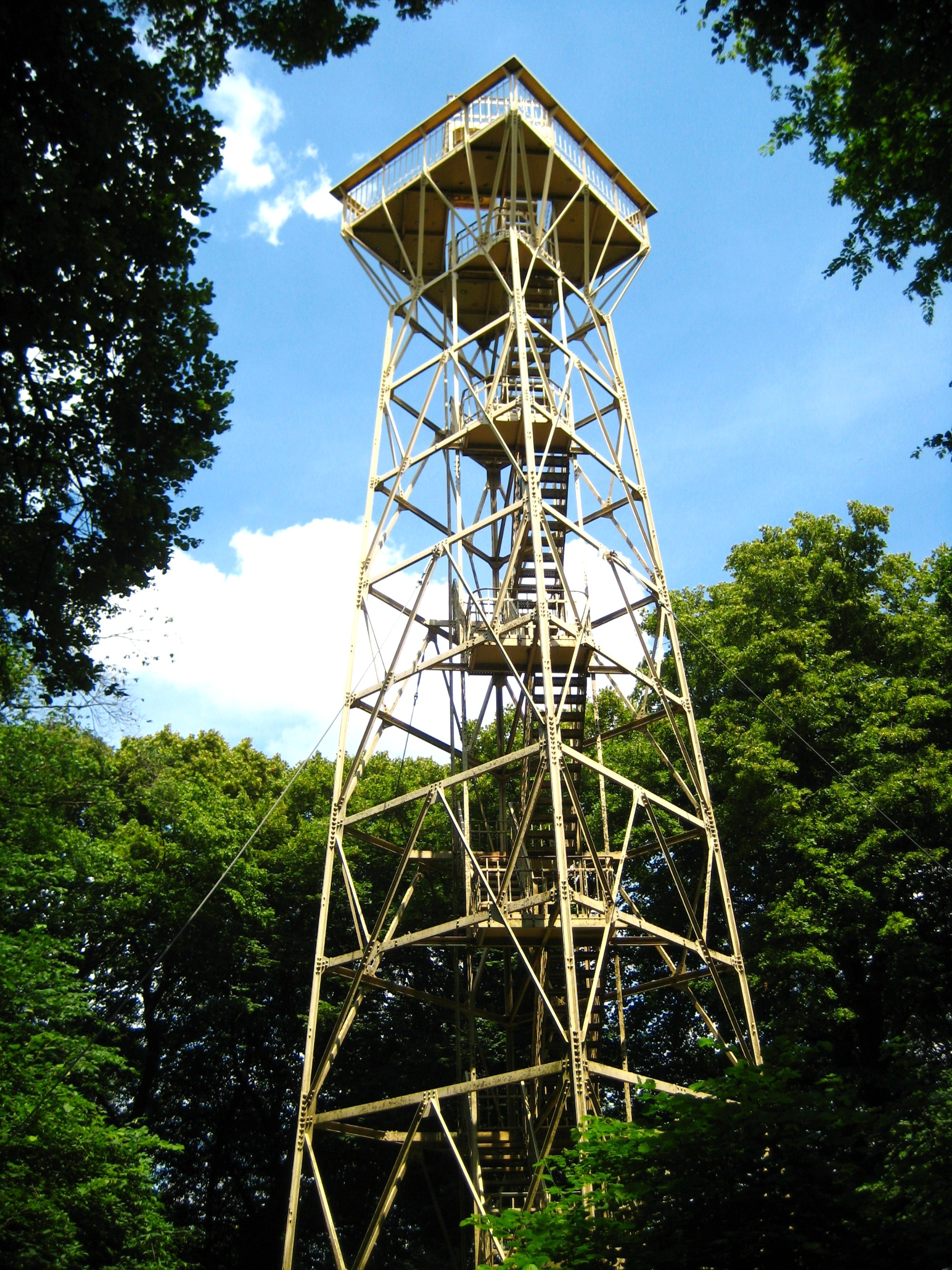
Tour de Drince.

La section locale du Club vosgien est recréée en 1929. Elle perçoit au titre des dommages de guerre une indemnisation de 11 000 francs. Pour réunir 30 000 francs correspondants au projet d'une tour en acier de vingt-cinq mètres, comme le propose une entreprise de construction mécanique d’Amnéville Jost et Collot Frères, le Club Vosgien doit faire appel aux autres sections, aux parlementaires, aux industriels, et aux commerçants. Elle organise aussi une tombola le 5 mai 1932.
Les éléments de la structure de la tour sont achevés d'être réalisés en atelier le 5 août 1932.
Un charretier est chargé du transport de ces éléments de charpente dont le poids total égale seize tonnes de fer, sur le lieu de la précédente tour.
En 1982, le Club vosgien a cédé l’ouvrage et sa parcelle à la commune de Rombas plus à même de subvenir aux frais d'entretien qu'occasionnent une telle structure métallique recevant du public.
Une rénovation importante est ainsi réalisée par une équipe spécialisée durant l'été 2000, nécessitant le remplacement d'un certain nombre d'éléments (des escaliers, piliers et câbles de soutènement) et les trois couches de peinture

## Description
La tour de Drince, de base pyramidale, est constituée de onze paliers comportant chacun onze marches. Les dix premiers paliers permettent d'accéder à la large plate-forme en saillie qui se développe à vingt-deux mètres du sol à l'issue.
Comme un parapet, une seconde plate-forme de surface modeste est accessible par un onzième palier qui permet de l’élever à 24,20 mètres au centre de la tour. Le garde-corps de la plate-forme haute culmine à vingt-cinq mètres du sol.
La tour est retenue par quatre câbles d'acier scellés dans le sol qui participent à son contreventement.

## Portée symbolique
À l'origine on pouvait distinguer la cathédrale de Metz que la végétation masque dorénavant. Par temps idéal, le paysage se révèle à quatre-vingts kilomètres à la ronde : les Ardennes, le Luxembourg et la Belgique les côtes de Meuse et la flèche de l'ossuaire de Douaumont.
Associée aux souvenirs d'enfance de nombreux Rombasiens, la tour de Drince, cette autre Dame de fer, construite avec l’acier sorti de l’usine de Rombas aujourd’hui disparue, est un témoin de l'histoire industrielle lorraine.